# Kardeliszki (sielsowiet Plusy)
Kardeliszki – dawna wieś. Tereny, na których była położona, leżą obecnie na Białorusi, w obwodzie witebskim, w rejonie brasławskim, w sielsowiecie Plusy.
Dawna nazwa wsi Kordeliszki.

## Historia
W czasach zaborów wieś leżała w granicach Imperium Rosyjskiego.
W latach 1921–1939 wieś leżała w Polsce, w województwie nowogródzkim (od 1926 w województwie wileńskim), w powiecie brasławskim, w gminie Plusy.
Według Powszechnego Spisu Ludności z 1921 roku zamieszkiwało tu 59 osób, 53 było wyznania rzymskokatolickiego a 6 prawosławnego. Jednocześnie 53 mieszkańców zadeklarowało polską przynależność narodową a 6 białoruską. Było tu 12 budynków mieszkalnych. W 1931 w 12 domach zamieszkiwało 48 osób.
Wierni należeli do parafii rzymskokatolickiej w Plusach i prawosławnej w Brasławiu. Miejscowość podlegała pod Sąd Grodzki w Brasławiu i Okręgowy w Wilnie; właściwy urząd pocztowy mieścił się w Plusach.